# Bruno Pace
Bruno Pace (Pescara, 10 giugno 1943 – Pescara, 7 febbraio 2018) è stato un calciatore e allenatore di calcio italiano, di ruolo centrocampista o attaccante.
Da giocatore ha collezionato 148 presenze in Serie A, e vinto una Coppa Italia e una Coppa di Lega Italo-Inglese con il Bologna. Da allenatore il migliore risultato ottenuto è stato il settimo posto in Serie A con il Catanzaro nella stagione 1981-82. 
Dentro e fuori dallo spogliatoio era noto per i suoi scherzi e per il suo carattere estroverso.
È morto all'Ospedale Civile di Pescara il 7 febbraio 2018 all'età di 74 anni a seguito di complicanze polmonari dopo aver subito un infarto.

## Caratteristiche tecniche
Pace era un'ala tornante, capace di veloci affondi e assist precisi. Era noto soprattutto per la sua capacità nel dribbling, che gli consentiva di guadagnare la linea di fondo e servire cross ai compagni d'attacco.

## Carriera

### Giocatore
Nel 1966 esordì in Serie A col Bologna, squadra con la quale disputò 6 stagioni, collezionando 112 presenze e 5 reti in campionato, oltre a 21 presenze e 3 reti in Coppa Italia, 2 presenze in Coppa delle Coppe, 18 presenze e 7 reti in Coppa delle Fiere, 1 presenza in Mitropa Cup, e 7 presenze e 1 rete nel Torneo Anglo-Italiano.
Nel 1972 il presidente del Bologna Montanari decise di cederlo in Serie B al Cesena, ma Pace rifiutò il trasferimento, accasandosi invece al Palermo. Nel 1973-74 disputò l'ultima stagione in Serie A a Verona, prima di chiudere la carriera in Serie D, nell'Angolana e nel Lanciano. Nel suo palmarès figurano la Coppa Italia e la Coppa di Lega Italo-Inglese del 1970, oltre a 148 presenze e 5 reti in Serie A. È inoltre settimo nella classifica delle reti segnate dal Bologna nelle coppe europee, con 8 realizzazioni.

### Allenatore
Nel 1979 esordì come allenatore, in Serie C2 al Modena, ottenendo il primo posto e l'immediata promozione in Serie C1. Ha allenato, tra le altre, Catanzaro e Pisa in Serie A, e Bologna, Catania e Avellino in Serie B. L'ultima esperienza da allenatore è terminata nel 2002 con un esonero a Foggia in Serie C2.

## Palmarès

### Giocatore

#### Competizioni nazionali
- Coppa Italia: 1

Bologna: 1969-1970

#### Competizioni internazionali
- Coppa di Lega Italo-Inglese: 1

Bologna: 1970

### Allenatore

#### Competizioni nazionali
- Campionato italiano Serie C2: 1

Modena: 1979-1980 (girone B)

#### Competizioni internazionali
- Coppa Anglo-Italiana: 1

Modena: 1981